# Formica brunneonitida
Formica brunneonitida (лат.) — вид муравьёв рода Formica (Formicidae).

## Распространение
Азия: Монголия, Россия (Сибирь), Китай (Тибет). В Сибири распространен от западной Монголии (47,6° с. ш., 96,9° в. д.) на восток до Уссурийского края (45,4° с. ш., 135,3° в. д.) и Охотска (59,40° с. ш., 143,19° в. д.). Популяция Тибетского нагорья, вероятно, изолирована от сибирской популяции. Выделяются два образца, собранные во время немецкой тибетской экспедиции 1938/39 примерно с 28 ° северной широты, 88,3 ° восточной долготы и высоты 4750 м. Это местонахождение находится в 1400 км к юго-западу от ближайшего места на северо-востоке Тибета (озеро Коко-Нур) и должно представлять собой самое высокогорное место, известное для любого вида Coptoformica.

## Описание
Длина около 5 мм. Опушение, выходящее за переднебоковой клипеальный край, почти всегда отсутствует. Область затылочных углов с прижатыми волосками. Щетинки в области глазкового треугольника обычно отсутствуют. У  маток поверхность головы, мезосомы и брюшка блестящие, на тергитах брюшка иногда с очень слабой поперечной микрорябью. Основная окраска буровато-чёрная. Голова с глубокой выемкой на затылочном крае, характерной для всех членов подрода Coptoformica.
Встречается на открытых от полусухих до влажных пастбищах и с такой же частотой также на травянистых и солнечных участках широколиственных, смешанных и хвойных лесов. Сооружает небольшие насыпи из мелко нарезанных кусочков травы. Распространение в суровых условиях на высоте 4750 м над уровнем моря на юго-западе Тибета и вблизи Охотска в восточной Сибири указывает на высокую морозостойкость. Неизвестно, образует ли этот вид полигинно-полидомные колонии. Крылатые встречаются летом (26 июня – 10 августа), что совпадает с периодом у F. forsslundi. Видом-хозяином для основания социально-паразитической колонии, скорее всего, является Formica candida, который присутствовал во всех местах, где был обнаружен F. brunneonitida.

## Систематика
Вид был впервые описан в 1964 году российским мирмекологом Геннадием Михайловичем Длусским по материалам из Монголии.
Иногда рассматривается синонимом Formica forsslundi (Seifert, 2000).
В 2021 году таксон Formica brunneonitida был восстановлен снова как отдельный вид.